# Robert Ellenstein
Robert Ellenstein, noto anche con lo pseudonimo di Bob Ellenstein e Robert Ellin (Newark, 18 giugno 1923 – Los Angeles, 28 ottobre 2010), è stato un attore statunitense.

## Filmografia

### Cinema
- Senza scampo (Rogue Cop), regia di Roy Rowland (1954)
- Voi assassini (Illegal), regia di Lewis Allen (1955)
- La giungla della settima strada (The Garment Jungle), regia di Vincent Sherman (1957)
- Quel treno per Yuma (3:10 to Yuma), regia di Delmer Daves (1957)
- I giovani leoni (The Young Lions), regia di Edward Dmytryk (1958)
- Furia d'amare (Too Much, Too Soon), regia di Art Napoleon (1958)
- Intrigo internazionale (North by Northwest), regia di Alfred Hitchcock (1959)
- Gazebo (The Gazebo), regia di George Marshall (1959)
- Pagare o morire (Pay or Die!), regia di Richard Wilson (1960)
- Il padrone di New York (King of the Roaring 20's: The Story of Arnold Rothstein), regia di Joseph M. Newman (1961)
- Deathwatch, regia di Vic Morrow (1966)
- Quando muore una stella (The Legend of Lyla Clare), regia di Robert Aldrich (1968)
- Telezonia, regia di Eric Karson (1974)
- Amore al primo morso (Love at First Bite), regia di Stan Dragoti (1979)
- Chi più spende... più guadagna! (Brewster's Millions), regia di Walter Hill (1985)
- Star Trek IV - Rotta verso la Terra (Star Trek IV: The Voyage Home), regia di Leonard Nimoy (1986)

### Televisione
- Mandrake the Magician – film TV (1954)
- Robert Montgomery Presents – serie TV, 6 episodi (1953-1956)
- The United States Steel Hour – serie TV, 3 episodi (1955-1956)
- The Pepsi-Cola Playhouse – serie TV, un episodio (1955)
- Soldiers of Fortune – serie TV, un episodio (1955)
- The Whistler – serie TV, 2 episodi (1955)
- The Philco Television Playhouse – serie TV, un episodio (1955)
- The Big Story – serie TV, 2 episodi (1956-1957)
- Crusader – serie TV, episodio 1x14 (1956)
- Omnibus – serie TV, un episodio (1956)
- Gunsmoke – serie TV, un episodio (1956)
- Telephone Time – serie TV, episodio 1x17 (1956)
- Perry Mason – serie TV, 3 episodi (1957-1960)
- Mr. Broadway – film TV (1957)
- Lux Video Theatre – serie TV, un episodio (1957)
- The Walter Winchell File – serie TV, un episodio (1957)
- Climax! – serie TV, episodio 4x04 (1957)
- The Californians – serie TV, un episodio (1957)
- Mike Hammer – serie TV, 2 episodi (1958-1959)
- The Court of Last Resort – serie TV, episodio 1x17 (1958)
- The Adventures of Jim Bowie – serie TV, un episodio (1958)
- Schlitz Playhouse of Stars – serie TV, un episodio (1958)
- I racconti del West (Zane Grey Theater) – serie TV, un episodio (1958)
- Man with a Camera – serie TV, episodio 1x02 (1958)
- The Lawless Years – serie TV, 6 episodi (1959-1961)
- Gli intoccabili (The Untouchables) – serie TV, 3 episodi (1959-1963)
- Ricercato vivo o morto (Wanted: Dead or Alive) – serie TV, episodio 1x20 (1959)
- Alcoa Theatre – serie TV, un episodio (1959)
- The Rifleman – serie TV, un episodio (1959)
- Behind Closed Doors – serie TV, un episodio (1959)
- Richard Diamond (Richard Diamond, Private Detective) – serie TV, un episodio (1959)
- Steve Canyon – serie TV, un episodio (1959)
- The D.A.'s Man – serie TV, un episodio (1959)
- Gli uomini della prateria (Rawhide) - serie TV, episodio 1x23 (1959)
- The Man from Blackhawk – serie TV, un episodio (1959)
- Captain David Grief – serie TV, un episodio (1959)
- Alcoa Presents: One Step Beyond – serie TV, 2 episodi (1959)
- The Lineup – serie TV, un episodio (1959)
- Hawaiian Eye – serie TV, 2 episodi (1960-1961)
- Peter Gunn – serie TV, episodio 2x20 (1960)
- Westinghouse Desilu Playhouse – serie TV, episodio 2x15 (1960)
- Avventure lungo il fiume (Riverboat) – serie TV, un episodio (1960)
- Michael Shayne - serie TV episodio 1x11 (1960)
- The Islanders – serie TV, un episodio (1960)
- Alcoa Premiere – serie TV, 2 episodi (1961-1963)
- Thriller – serie TV, episodio 1x24 (1961)
- Assignment: Underwater – serie TV, un episodio (1961)
- Ben Casey – serie TV, episodio 1x09 (1961)
- Lotta senza quartiere (Cain's Hundred) – serie TV, un episodio (1961)
- Scacco matto (Checkmate) – serie TV, episodio 2x15 (1962)
- The Beachcomber – serie TV, un episodio (1962)
- Tales of Wells Fargo – serie TV, un episodio (1962)
- The Law and Mr. Jones – serie TV, un episodio (1962)
- Indirizzo permanente (77 Sunset Strip) – serie TV, episodio 5x02 (1962)
- G.E. True – serie TV, episodio 1x12 (1962)
- Dakota (The Dakotas) – serie TV, episodio 1x01 (1963)
- Channing – serie TV, un episodio (1963)
- La parola alla difesa (The Defenders) – serie TV, un episodio (1963)
- The Farmer's Daughter – serie TV, un episodio (1964)
- The Crisis (Kraft Suspense Theatre) – serie TV, 2 episodi (1964)
- Gli inafferrabili (The Rogues) – serie TV, episodio 1x15 (1964)
- Combat! – serie TV, 2 episodi (1965-1966)
- Organizzazione U.N.C.L.E. (The Man from U.N.C.L.E.) – serie TV, 2 episodi (1965-1967)
- Mr. Novak – serie TV, episodio 2x24 (1965)
- The Donna Reed Show – serie TV, un episodio (1965)
- Selvaggio west (The Wild Wild West) – serie TV, 5 episodi (1966-1969)
- Get Smart – serie TV, un episodio (1966)
- Bonanza – serie TV, un episodio (1966)
- La grande vallata (The Big Valley) – serie TV, 2 episodi (1967-1969)
- Ironside – serie TV, 4 episodi (1967-1971)
- Il virginiano (The Virginian) – serie TV, episodio 6x07 (1967)
- A Bell for Adano – film TV (1967)
- To Die in Paris – film TV (1968)
- Missione Impossibile (Mission: Impossible) – serie TV, 5 episodi (1969-1972)
- Marcus Welby (Marcus Welby, M.D.) – serie TV, 2 episodi (1969-1974)
- Mannix – serie TV, un episodio (1969)
- Operazione ladro (It Takes a Thief) – serie TV, un episodio (1969)
- Paris 7000 – serie TV, un episodio (1970)
- Death Valley Days – serie TV, un episodio (1970)
- Wheeler and Murdoch – film TV (1973)
- Colombo (Columbo) – serie TV, un episodio (1973)
- A tutte le auto della polizia (The Rookies) – serie TV, un episodio (1974)
- Agenzia Rockford (The Rockford Files) – serie TV, un episodio (1974)
- Uno sceriffo a New York (McCloud) – serie TV, 2 episodi (1975-1976)
- S.W.A.T. – serie TV, un episodio (1975)
- La donna bionica (The Bionic Woman) – serie TV, un episodio (1978)
- Switch – serie TV, un episodio (1978)
- Quincy (Quincy M.E.) – serie TV, un episodio (1978)
- Hawaii squadra cinque zero (Hawaii Five-O) – serie TV, un episodio (1978)
- Breaking Up Is Hard to Do – film TV (1979)
- Un uomo chiamato Sloane (A Man Called Sloane) – serie TV, un episodio (1979)
- CHiPs – serie TV, 2 episodi (1979)
- Magnum, P.I. – serie TV, un episodio (1981)
- Lottery! – serie TV, un episodio (1983)
- Visitors (V) – serie TV, un episodio (1984)
- Moonlighting – serie TV, un episodio (1985)
- La signora in giallo (Murder, She Wrote) – serie TV, episodio 2x08 (1985)
- Hooperman – serie TV, un episodio (1987)
- Star Trek: The Next Generation – serie TV, un episodio (1987)
- CBS Summer Playhouse – serie TV, un episodio (1988)
- Run Till You Fall – film TV (1988)
- E.R. - Medici in prima linea (ER) – serie TV, un episodio (1998)